# Janina Jętkiewicz
Janina Jętkiewicz, z domu Markiewicz, ps. „Janina” (ur. 3 czerwca 1902 w Leonowie, zm. 6 lipca 1985) – polska działaczka konspiracyjna okresu II wojny światowej, uczestniczka powstania warszawskiego. Sprawiedliwa wśród Narodów Świata. 

## Życiorys
Córka Tomasza i Elżbiety. W konspiracji od 1941 w ZWZ–AK. Była instruktorką i opiekunką rodzin aresztowanych z ramienia Rady Głównej Opiekuńczej, współpracowała z konspiracyjnym stowarzyszeniem „Rodzina Wojskowa”, wraz z mężem Henrykiem utrzymywała kontakt z Frontem Odrodzenia Polski. Współpracowała z Zofią Kossak, przez rok ukrywała w swoim mieszkaniu jej syna Witolda Szatkowskiego, następnie Żydówkę Różę Feldman z jej 8-letnią córką. W mieszkaniu tym odbywały się także zebrania konspiracyjne, przechowywano prasę podziemną, broń i amunicję. W powstaniu warszawskim przeszła szlak bojowy Kolonia Staszica - Pole Mokotowskie - Śródmieście Południe. Pełniła funkcję komendanta sanitariatu w 3. batalionie pancernym "Golski" - 4. kompania "Odwet" w ramach V Obwodu (Mokotów) Okręgu Warszawa Armii Krajowej. Jej syn Jerzy Jętkiewicz walczył w tym samym oddziale. Po powstaniu wyszła z Warszawy z ludnością cywilną 6 października. Przez Raków, Podkowę Leśną, Skierniewice i Łowicz dotarła do Płocka, gdzie u rodziny doczekała przejścia frontu.
Zmarła w wieku 83 lat na chorobę Alzheimera. Pochowana na cmentarzu Wojskowym na Powązkach (kw. Ł-9-6). 

## Odznaczenie
W 1997 została pośmiertnie odznaczona Medalem Sprawiedliwy wśród Narodów Świata. 